# 三浦時高
三浦 時高（みうら ときたか、応永23年（1416年） - 明応3年9月23日（1494年10月22日））は、室町時代後期から戦国時代前期の武将。相模三浦氏当主。官位は相模介（三浦介）。三浦郡三崎城（新井城）主。

## 生涯

### 鎌倉公方への謀反
応永23年（1416年）に三浦介三浦高明の子として生まれる。この年は上杉禅秀の乱が勃発した年で、父高明は鎌倉公方足利持氏に従って鎌倉の化粧坂の守備を担当するなどしたが、応永28年（1421年）には相模守護を解任されている。代わって守護になったのは持氏の近臣である上杉定頼であった。この後、時高は元服すると持氏に仕えるようになる。
持氏は、永享10年（1438年）に関東管領上杉憲実を討伐するために武蔵国高安寺に入った。これにより永享の乱の幕が切って落とされたが、この時に時高は持氏より鎌倉の留守を預かるよう命じられた。先例に従ってという理由であるが、時高は領地が少なくて多くの軍勢も動員できないとして当初これを断った。しかし、厳命を受けて最後には従っている。ところが、室町幕府第6代将軍足利義教が兵を起こした持氏の討伐を命じると、しばらくして時高にも義教からの誘いがあり、高時はその誘いに乗った。
幕府軍迎撃のために箱根山に向かった持氏であったが、9月27日に今川範忠と合戦して敗れた。それを横目に10月3日、時高は上杉憲実と結んで叛旗を翻すと軍勢を整えるためか鎌倉を放棄して三浦郡に引き上げた。翌4日には憲実が鎌倉に入ろうと上野国の平井城を出陣している。
17日に時高は二階堂氏とともに持氏のいない鎌倉に攻め込んで民家を焼くなどしたが、この時はすぐに引き上げている。11月1日再びいまだ持氏が戻っていないうちに二階堂氏とともに鎌倉を攻めると、持氏の御所を陥落させて鎌倉を占領した。翌永享11年（1439年）2月10日に足利持氏、義久父子と稲村公方足利満貞が将軍義教の命を受けてた上杉憲実によって攻められて自害して果てた。
永享の乱以後、時高は扇谷上杉家に従うと事実上の相模国の国主といえるほどその勢力を上げた。時高は扇谷上杉家の当主である上杉持朝の信頼を得ると、持朝の次男・高救を養子に迎えている。さらに、相模西部の大森氏頼と時高の姉妹の間に生まれた娘（時高の姪）を高救に娶わせると、その間に生まれた義同（時高から見れば姪孫）をも自らの養子としている。こうして時高は扇谷上杉家と大森氏との関係を強化していった。
永享12年（1440年）3月に勃発した下総国の結城氏朝・持朝父子が起こした反乱である結城合戦の際にも、幕府軍の総大将上杉清方が鎌倉を出陣する際に時高は先例に従って鎌倉の留守を務めている。
合戦は翌嘉吉元年（1441年）4月まで行われ、結城父子は討死し、父子が擁立していた足利持氏の遺児である春王丸と安王丸は将軍義教の命で殺害された。しかし、嘉吉の乱が起きて義教が赤松満祐に暗殺されると永寿王丸は幕府の裁定で助命された。

### 出家と跡目争い
新しい鎌倉公方（後に古河公方）となった永寿王丸改め足利成氏と山内上杉家・扇谷上杉家との間で享徳の乱が発生すると、時高は持朝に従って各地で成氏側と戦った。この間に山内上杉家は8代将軍足利義政の異母兄・政知の新公方擁立を図った。しかし、関東の情勢の不安定さのためもあって政知は鎌倉に入ることができず、伊豆国堀越に逗留して堀越公方と名乗るようになった。
だが五十子の戦いの最中にもかかわらず、相模を支配する扇谷上杉家とその傘下である三浦氏・大森氏が鎌倉入りを妨害しているのではとの猜疑が政知方から出ると、政知の重臣渋川義鏡が上杉持朝と時高、大森氏頼・実頼父子に反逆の疑いありと将軍に讒言するなど混乱が起きた。足利政知とその家臣達が前々から所領のことで上杉持朝・大森氏頼と諍いを起こしていたのも原因の一つであった。
そんななかで時高は嫌気がさしたか寛正3年（1462年）3月に隠居をすると言い出したため、将軍義政からの説得を受けている。それでも結局翌4月に五十子陣から三浦郡に戻って隠居してしまった。持朝の代わりとして責任を負うことで事態の収拾を図ろうとしたか。この時、千葉実胤が隠遁したのも関係があるといわれている。
これによって高救が家督を継いだが、後に時高に実子である高教が生まれると高教を高救の後継にしようと図り、高救・義同父子と対立したとされているが、時高は隠居後間もなくして亡くなったともいわれる。
文明18年（1486年）に扇谷上杉家を継いでいた上杉定正（高救の弟）が、内外の信望厚い重臣太田道灌を暗殺して家臣団に動揺が広がると、高救は三浦氏の家督を義同に譲って扇谷上杉家に復帰して自らが当主になろうと画策した。これに激怒した時高は定正とともに高救父子を追放して実権を奪還したという。結果、高救は安房国に、義同は母方の祖父の大森氏頼のもとに奔ったという。

### 自害説と異論
明応3年（1494年）、出家して「道寸」と称していた義同が時高に反発している三浦家家臣団を率い、大森氏の支援をも受けて挙兵して三浦郡を攻撃、9月23日に三崎城を攻め落として時高・高教父子を自害に追い込んだ、とされている。世の人々は「永享の乱で主君・足利持氏を裏切って攻め滅ぼした報いだ」と評したという。
ところが、近年この義同の挙兵・時高の自害については疑問が出されている。これは、この話が主に大森氏及び相模三浦氏を攻め滅ぼした後北条氏に関係があるとされる『鎌倉九代後記』などの書物から出た物が多く、これを裏付けするだけの証拠がないというのである。また、時高が没したとされる日よりほぼ1ヶ月前に大森氏頼が病死して大森氏の家中は後継問題で紛糾していたともいわれており、大森氏は義同のために兵を挙げるような状況ではなかったと考えられている。更に当時は扇谷上杉家と山内上杉家による長享の乱の最中であり、その当事者で高救・義同父子と対立関係にあった上杉定正が時高死去とされる日からわずか十数日後に事故死しているのである。
この時期の三浦氏とその周辺を巡る情勢は極めて流動的であり、明応3年秋から冬にかけての時高の死と義同の三浦氏継承は事実であったとしても、その間に実際には何があったのかという点については不明な点も多い。従って時高の死因も自殺か病死か、また義同への家督継承がどのような経緯を辿って行われたものなのかは明らかではない。